# Danaus
Danaus is een geslacht van vlinders uit de familie Nymphalidae. De naam Danaus werd in 1758 al door Linnaeus gebruikt op een manier zoals we tegenwoordig ondergeslachten zouden aangeven. Linnaeus' 'ondergeslacht' Danai werd door Jan Krzysztof Kluk in 1780 opgewaardeerd tot zelfstandig geslacht, waarmee Kluk de auteur van de geslachtsnaam is. Alle soorten hebben een overwegend oranje tot rode basiskleur. De bekendste soort is de monarchvlinder (Danaus plexippus). Deze soort geniet grote bekendheid vanwege de grote afstand tussen de overwinteringsgebieden en de zomergebieden die deze trekvlinder elk jaar, in meerdere generaties per jaar, twee keer aflegt.

## Geslachtsnaam
De wetenschappelijke naam Danaus is afgeleid van Danaos. Dit was een figuur uit de Griekse mythologie, koning van Libië, die met zijn 50 dochters, de Danaïden, van Libië naar Argos vluchtte om de meisjes te redden van een gedwongen huwelijk met de 50 zonen van zijn tweelingbroer Aigyptos. Linnaeus vernoemde het overgrote deel van de soorten die hij in de groep Danai candidi plaatste naar de dochters van Danaos, en die in de groep Danai festivi naar de zonen van Aigyptos. Linnaeus licht de namen zelf ook toe, onderaan pagina 467 van Systema naturae. Daar staat: "Danaorum Candidorum nomina a filiabus Danai Aegypti, Festivorum a filiis mutuatus sunt." (= "De namen van de Danai candidi zijn aan de dochters van Danaos ontleend, die van de Danai festivi aan de zonen van Aigyptos").

## Soorten
- Danaus affinis (Fabricius, 1775)
- Danaus chrysippus (Linnaeus, 1758)
  - Danaus chrysippus alcippus (Cramer, 1777)
  - Danaus chrysippus orientis (Aurivillius, 1909)
  - Danaus chrysippus bataviana (Moore, 1883)
  - Danaus chrysippus cratippus Felder, 1860
  - Danaus chrysippus gelderi (Snellen, 1891)
  - Danaus chrysippus petilia (Stoll, 1790)
- Danaus cleophile (Godart, 1819)
- Danaus dorippus (Klug, 1845)
- Danaus eresimus (Cramer, 1777)
  - Danaus eresimus plexaure (Godart, 1819)
- Danaus erippus (Cramer, 1775)
- Danaus genutia (Cramer, 1779)
- Danaus gilippus (Cramer, 1775)
- Danaus ismare (Cramer, 1780)
- Danaus melanippus (Cramer, 1777)
- Danaus plexippus (Linnaeus, 1758)
  - Danaus plexippus leucogyne (Butler, 1884)
  - Danaus plexippus megalippe (Hübner, 1826)
  - Danaus plexippus nigrippus (Haensch, 1909)
  - Danaus plexippus portoricensis Clark, 1941
  - Danaus plexippus tobagi Clark, 1941

### Status onduidelijk
- Danaus bibussa Fruhstorfer
- Danaus birungensis Fruhstorfer
- Danaus chaoaspina Staudinger
- Danaus diapientis Strand
- Danaus infumatus Aurivillius
- Danaus malayensis Fruhstorfer
- Danaus mangiolina Staudinger
- Danaus ravida (Fruhstorfer, 1896)